# Coelidium flavum
Coelidium flavum är en ärtväxtart som beskrevs av Granby. Coelidium flavum ingår i släktet Coelidium, och familjen ärtväxter. Inga underarter finns listade i Catalogue of Life.